# Glicosídeo

Isoquercetina

Glicosídeo ou glicósidos compreende uma classe de substâncias químicas formadas pela união de moléculas de glícidos - glicídeos, gliconas ou "oses" (geralmente um monossacarídeo) - e aglicona, da qual resulta uma glicose por hidrólise.
Os glicosídeos também são conhecidos por heterosídeos e podem desempenhar funções importantes nos organismos vivos. Muitas plantas biossintetizam e armazenam substâncias químicas sob a forma de glicosídeos inativos, que podem ser ativados por hidrólise enzimática libertando a aglicona (geralmente um metabólito secundário) e a aglicona. Entretanto, alguns glicosídeos podem ser sintéticos ou mesmo semi-sintéticos.
Os vegetais biossintetizam uma gama enorme de glicosídeos, os quais podem ser subdivididos em quatro grandes categorias de acordo com o tipo de átomo da aglicona que se une a uma aglicona através de uma ligação glicosídica (com consequente perda de uma molécula de água): O-, C-, N- e S-glicosídeos. Os mais comuns são os O-glicosídeos, onde a ligação glicosídica é formada a partir de um grupamento hidroxila da aglicona e outro da molécula de açúcar, como mostra a estrutura química ao lado.
Como classes ou categorias de glicosídeos, podem ser citados os cardiotônicos, os cianogenéticos e os antraquinônicos. Também é comum citar o nome da classe da aglicona precedido da palavra heterosídeo ou glicosídeo, como por exemplo "glicosídeos flavonóides", indicado na estrutura ao lado. Outros glicosídeos possuem nomes próprios e já fica subentendido que existe uma aglicona ligada a uma ou mais oses, como é o caso dos taninos hidrolisáveis e das saponinas.
Muitos glicosídeos são importantes na terapêutica e estão presentes em plantas medicinais, tais como os cardiotônicos, destacando-se a digitoxina isolada de espécies do gênero Digitalis, no caso a D. purpurea, conhecida como dedaleira, e a  digoxina, isolada de D. lanata.